# ترنر ماکان
ترنر ماکان (به انگلیسی: Turner Macan)، (زادهٔ ۳۰ سپتامبر ۱۷۹۲ در کورک، ایرلند و درگذشتهٔ ۲۴ ژوئیه ۱۸۳۶ در کلکته، هند) مترجم و زبان شناس زبان فارسی و سروان هنگ شانزدهم سواره‌نظام ارتش بریتانیا که به عنوان مترجم فارسی فرمانده قوای بریتانیا در هند انتخاب شده بود. تصحیح او از شاهنامه نخستین تصحیح در اروپا بود که برپایه ۱۷ نسخه خطی کامل و چهار نسخه ناقص خطی از شاهنامه تهیه شده است.